# Irène Bourquin
Irène Bourquin (* 28. August 1950 in Zürich) ist eine Schweizer Schriftstellerin und Verlegerin.

## Leben
Irène Bourquin wuchs in Zürich auf. Sie studierte an der Universität Zürich Geschichte und Germanistik. 1976 promovierte sie mit der Dissertation «‹Vie ouvrière› und Sozialpolitik: Die Einführung der ‹Retraites ouvrières› in Frankreich um 1910. Ein Beitrag zur Geschichte der Sozialversicherung».
Von 1977 bis 1998 arbeitete sie als Redaktorin bei der Zeitung Der Landbote in Winterthur, davon zehn Jahre als Leiterin der Redaktion Kultur. Seit 1998 ist sie freie Autorin und betätigt sich als Lektorin, Herausgeberin, Moderatorin von kulturellen Anlässen (zum Beispiel in der Kassette Zürich) und in der Organisation von Ausstellungen. 2020 gründete sie den Caracol Verlag mit. Sie schreibt Lyrik, Kurzprosa, Erzählungen, Theaterstücke, Hörspiele und Chansontexte.
Irène Bourquin ist Mitglied des Verbands Autorinnen und Autoren der Schweiz (A*dS) und des PEN-Zentrums deutschsprachiger Autoren im Ausland. Sie lebt in Elsau (Kanton Zürich).

## Werke (Auswahl)

### Buchpublikationen
- Im Auge des Taifuns, Lyrik, pendo-verlag, Zürich 1992, ISBN 978-3-85842-234-7.[7]
- Das Meer im Dachstock, Lyrik und Kurzprosa, pendo-verlag, Zürich 1995, ISBN 978-3-85842-293-4.
- Patmos – Texte aus der Ägäis, Lyrik und Kurzprosa, Waldgut Verlag, Frauenfeld 2001, ISBN 978-3-7294-0311-6.
- Im Nachtwind, Erzählungen, Waldgut Verlag, Frauenfeld 2009, ISBN 978-3-03740-388-4.
- Türkismäander, Lyrik, Waldgut Verlag, Frauenfeld 2011, ISBN 978-3-03740-107-1.
- Der Fuchs ist ein Symboltier, Erzählung, Waldgut Verlag Frauenfeld 2014, ISBN 978-3-03740-281-8.
- Schaukelnd im grünen Atem des Meeres, Lyrik, Waldgut Verlag, Frauenfeld 2016, ISBN 978-3-03740-655-7.
- Im Bauch des Hauses, Prosa, Waldgut Verlag, Frauenfeld 2018, ISBN 978-3-03740-133-0.
- Waldmelodie, Fotos und Lyrik, Waldgut Verlag, Frauenfeld 2019, ISBN 978-3-03740-145-3.
- Mit erhobenem Paddel – Eine Romaneske, mit Ruth Erat Caracol, Verlag, Warth 2020, ISBN 978-3-907296-00-4.
- Windrose – Ein Familienmosaik Caracol Verlag, Warth 2021, ISBN 978-3-907296-09-7.
- Schattenkaleidoskop, Gedichte, Caracol Verlag, Warth 2023, ISBN 978-3-907296-21-9.
- Im Orbit einer Sonne, Gedichte, Caracol Verlag, Warth 2025, ISBN 978-3-907296-37-0

Beiträge (Lyrik, Prosa, Essay) in zahlreichen Anthologien, u. a. in folgenden Verlagen: Caracol Verlag, Edition Isele, Edition Mauerläufer, Waldgut Verlag, Weissmann Verlag sowie bei EXILPEN (Herausgeber von Anthologien bei verschiedenen Verlagen).

### Theaterstücke, Hörspiel
- Klone, erhebt euch![8] Drei Rollen für einen Schauspieler, Verlag Kurt Desch, München 1998. UA Kellertheater Winterthur, 9. Januar 1999, Regie Albert Michel Bosshard[9].
- Tyrannosaurus rex – Komödie in Weiss, 1999. UA im Kellertheater Winterthur, 8. Januar 2000, Regie: Albert Michel Bosshard.
- Laptop und Lachs, 2000. UA Kellertheater Winterthur, 2. März 2002, Regie: Albert Michel Bosshard.
- Sprechen wir nicht mehr über den Papst, Komödie, 2002. UA Kellertheater Winterthur, 4. Januar 2003, Regie: Albert Michel Bosshard.
- Der Wolfsziegel, Original-Hörspiel produziert vom Deutschlandradio. 2005, Regie: Harald Krewer.[10]

### Herausgeberschaft
- Fred Kurer: ich möchte nicht nur vogel sein, Gedichte 1956–2016, Waldgut Verlag, Reihe lektur, Band 44, Frauenfeld 2016, ISBN 978-3-03740-116-3.
- Oskar Pfenninger: Im Niemandsland von Panmunjom – Schweizer in Korea 1955/56, Waldgut Verlag, Reihe ZeitZeugnis, Band 1, Frauenfeld 2017, ISBN 978-3-03740-125-5.
- Gabrielle Alioth: The Poet's Coat / Der Mantel der Dichterin, Gedichte Englisch und Deutsch übersetzt von Fred Kurer, Waldgut Verlag, Reihe lektur, Band 54, Frauenfeld 2019, ISBN 978-3-03740-138-5.
- Maria Arnold: Vietnam 1969 – Eine Schweizerin an der Frontlinie in Dak To, Waldgut Verlag, Reihe ZeitZeugnis, Band 2, Frauenfeld 2019, ISBN 978-3-03740-144-6.

## Auszeichnungen, Festival-Einladungen
- 2003 – Anerkennungspreis im Lyrik-SMS-Wettbewerb[5]
- 2010 – Innsbrucker Wochenendgespräche[11]
- 2019 – Solothurner Literaturtage[12]
- 2021 – Buchfestival Olten[13]
- 2024 – Buch Basel[14]